# ラジオかなざわ

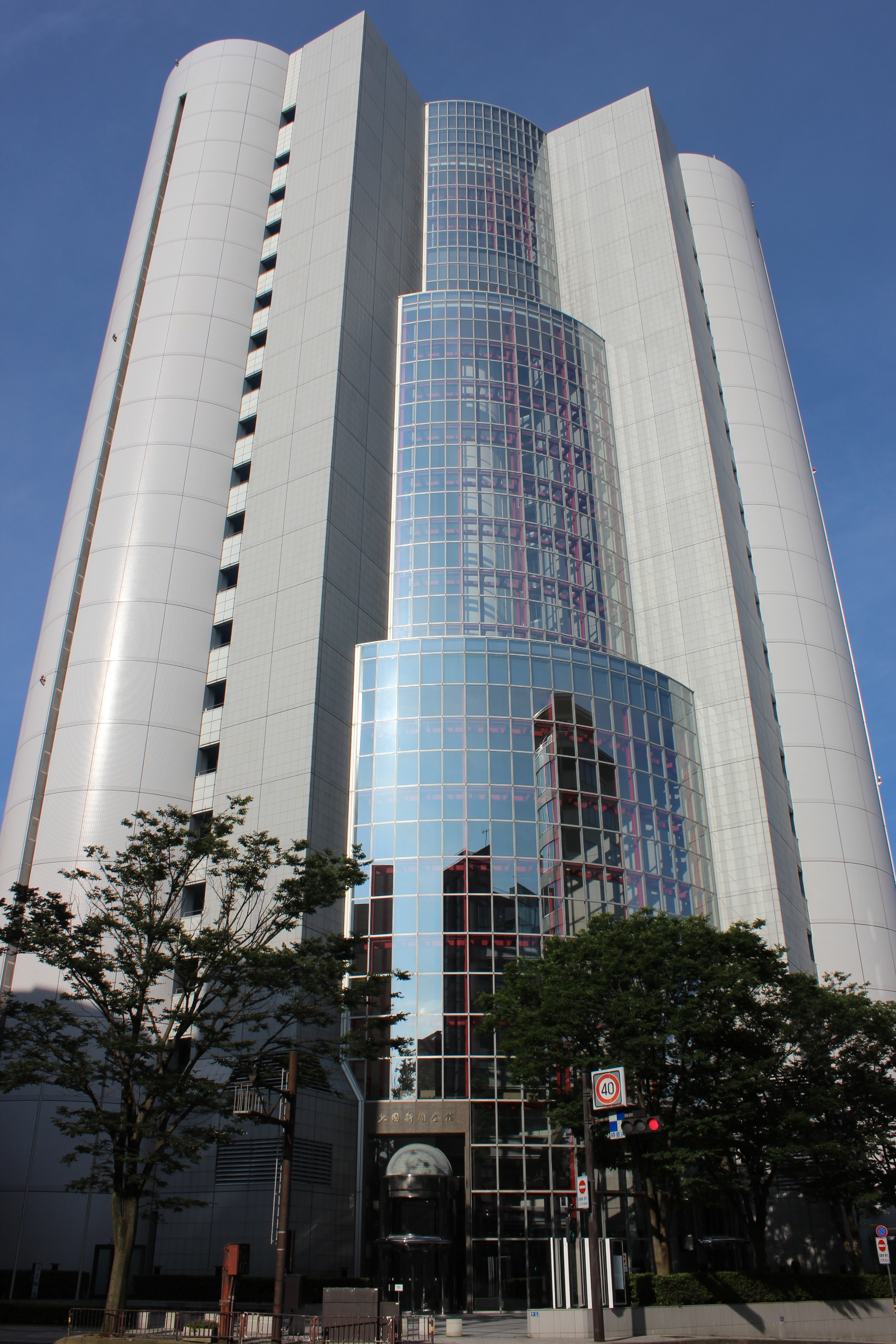
ラジオかなざわが入居する北國新聞会館。屋上に送信アンテナがある

株式会社ラジオかなざわは、石川県金沢市およびその周辺地域を放送区域として超短波放送（FM放送）を行っている特定地上基幹放送事業者である。北國新聞系列のコミュニティ放送局で、同一の愛称でコミュニティ放送を行っている。

## 概要
サービスエリアは、金沢市と周辺の市町（羽咋市の一部、および富山県高岡市、小矢部市、砺波市、南砺市の一部）。また、金沢ケーブル、金沢東部環状道路のトンネル区間ではラジオかなざわの再送信を実施している。ただ、金沢ケーブルによる同局の再送信の周波数は78.6MHzであるため加入世帯内やケーブルからの漏洩が起きるところではFMかほく（78.7MHz）と混信が多く発生している（特に内灘町と津幡町）。
また、放送エリアがほぼ重複する野々市市のえふえむ・エヌ・ワンとは対象リスナーの差別化などを行なっているが、競合同然の関係にある。旧野々市町時代には町内のスポーツクラブ「V10野々市」にサテライトスタジオを設置し、『ヴィテンサテライトスクエア』・『サンデー・スタイル・カフェ』などの一部生ワイド番組を放送していた。
2016年4月1日からは、JCBAインターネットサイマルラジオでも配信を開始し、姉妹局のラジオこまつ、ラジオななお、ラジオたかおかでも同様に配信を開始した。ラジオたかおかとは異なり配信制限があり、番組間のCMや夜間の音楽番組などは聴くことができない（石川県内の各局も同じ）。

## 沿革
- 1995年（平成7年）12月25日：会社設立[4]（金沢市千木町リ100番地、当初は株式会社エフエムかなざわとして設立）。
- 1996年（平成8年）
  - 3月1日：試験放送開始[4]。
  - 3月23日：サービス放送開始[4]。
  - 4月1日：開局[1][4]。
- 2001年（平成13年）8月13日：本社を金沢市千木町から金沢市香林坊（当時）の北國新聞会館15階へ移転[5]。
- 2016年（平成28年）4月1日：JCBAインターネットサイマルラジオでの配信を開始。
- 2022年（令和4年）4月18日：金沢ケーブルのサテライトスタジオ「まちなかスタジオ」（金沢市香林坊の香林坊ラモーダ内）からの放送を開始[6]。スタジオは金沢ケーブルとエフエム石川との共同運用。

## 番組編成の特徴
対象とするリスナーは主に中高年層を対象にしている。自社制作番組以外の放送時間はミュージックバードから番組配信を受けているが、早朝（平日6時以前、土日7時以前）ならびに夕方以降（平日17時以降、土曜16時以降、日曜18時以降）はコミュニティ放送向けの個別番組を一切ネットせず演歌の音楽番組が放送される。なお、祝日（2013年9月以降）、ゴールデンウィーク（4月29日から5月5日まで）、お盆（8月11日から8月16日ごろまで）、ならびに年末年始（12月29日ごろから1月4日ごろまで）は自社制作のワイド番組が放送休止となっている（当該期間は平日も休止）。
同じく北國新聞系列の石川県内にあるラジオこまつ・ラジオななお、富山県高岡市のラジオたかおかの姉妹局を持っている。特に石川県内の2局とはネットワークを組み、番組の相互交換やネットを行っている。2012年10月1日からはラジオたかおかへのネット番組を開始。ラジオたかおかでは平日の昼間と夕方のワイド番組をネットし、さらに2015年7月1日、月～木曜のラジオたかおかでの自社制作ワイド番組打ち切りに伴い、平日昼間のワイド番組のフルネットを実施している。一方、自社制作番組は近年減少傾向にあり、自社制作番組の比率はエフエム石川と並び北陸地方では最低水準にある。特に、ワイド番組が休止する祝日や年末年始は自社番組がほとんど放送されない場合が多い（系列局でも同様の傾向にある）。なお、ラジオこまつ・ラジオななお同様に、放送局公式のSNS（Twitter・Facebook・Instagram・YouTube・TikTokのすべて）は開設していない。

## 主な自社制作番組
2023年時点。現在の番組の詳細は、公式サイトの番組紹介あるいは番組表を参照。

### 現在
太字は生放送の番組で、祝日・ゴールデンウィーク・お盆・年末年始は休止となる。
ネット番組
| 番組名                                          | 放送時間                                                                        | ネット局 | 備考 |
| ----------------------------------------------- | ------------------------------------------------------------------------------- | --- | --- |
| 昼どきラジオ便                                  | 平日 11:00 - 13:55                                                              | ラジオこまつ （月曜日 - 木曜日は13時台のみ） ラジオななお（木曜日を除く） ラジオたかおか（月曜日 - 木曜日） | ネット局では一部コーナーは差し替えられる。 |
| 北國新聞ニュース                                | 平日 15:55 - 16:00ほか                                                          | ラジオこまつ ラジオななお                                                                                   | ラジオたかおかへのネット番組では『北國新聞・富山新聞ニュース』として放送。 |
| 香林坊夕やけラジオ                              | 平日 17:00 - 18:00                                                              | ラジオこまつ ラジオななお ラジオたかおか                                                                    | ネット局では一部コーナーは差し替えられる。 日本道路交通情報センター（JARTIC）による交通情報が放送される（ラジオたかおかでは差し替え、休止時は放送なし）。                      |
| 伝えたい残したい○○の唄                          | 月曜日 - 金曜日 9:54 - 10:00 月曜日 - 金曜日 19:54 - 20:00 土曜日 17:54 - 18:00 | ラジオこまつ ラジオななお                                                                                   | ○○には各地域の名称が入る（金沢、小松・加賀、七尾）。 |
| クロダハウス presents しあわせ物語 Keep Smiling | 月曜日 8:30 - 9:00 火曜日 8:00 - 8:30（再放送）                                 | ラジオこまつ ラジオななお ラジオたかおか エフエム石川                                                       | ラジオたかおかのみ火曜日 8:30 - 9:00（月曜日は同一時間帯に放送）。エフエム石川でも2021年1月からネット受けで放送されている（土曜日 7:30 - 8:00、『From Athlete!』内での放送）。 |
| 視覚障害者ラジオステーション                    | 火曜日 18:00 - 18:20                                                            | ラジオこまつ ラジオななお                                                                                   | ラジオななおは同時ネット、ラジオこまつは1時間の遅れネット。 |
| 情熱サッカー                                    | 土曜日 11:00 - 11:30                                                            | ラジオこまつ ラジオななお                                                                                   | |
| サンデーイブニング Are You Happy?               | 日曜日 18:00 - 18:30                                                            | ラジオこまつ ラジオななお                                                                                   | 幸福の科学・幸福の科学出版の提供番組（宗教番組）。 |

単独放送
- ラジオ歌謡手帳（毎日 21:40 - 22:00、金曜日 16:30 - 16:45、土曜日 6:30 - 6:45、日曜日 6:45 - 7:00ほか）
- いいね金沢 耳より情報[11]（月曜日 - 木曜日 16:55 - 17:00、金沢市広報番組） - 祝日は18:55 - 19:00にも放送あり（金曜日が祝日該当日となる場合も含む）。
- 金曜ときめきアワー（金曜日 18:00 - 18:55） - 祝日は収録放送。
- ちょっときいてたいま[11]（土曜日 10:00 - 10:30、金沢市広報番組）

### 過去
- おはよう あさ生ラジオ!（開局から「こまつ」「ななお」との3局ネットになるまでは『おはようかなざわ』）
- おはようラモーダ（旧金沢ケーブルテレビネットとの共同制作。同局の北國新聞ニュース24を通じて同時放送）
- ヴィテン・サテライトスクエア
- ラジオなんでも相談室（『ラジオ法律相談』『ラジオ健康相談』の前身。開局当時から午後に放送されていた月曜から金曜までの帯番組で、翌日早朝に再放送もしていた）
- 金沢もしもし探検隊（昼番組。リスナーからの電話・FAXのメッセージと金沢市内に出向いたリポーターからの電話リポートを中心とした番組だった）
- 香林坊5（ファイブ）ステーション
- ラジオ法律相談
- ラジオ健康相談
- 柴野大造 能登町ストーリー
- はなきん玉手箱 - 2021年1月29日に終了。この番組の終了により、北國新聞系列のコミュニティFMで唯一金曜夜に自社番組が放送されなくなった。
- プロレス発!〜加賀・能登・越中行きエキスプレス〜
- Mapthアワー - 金沢ケーブルとの共同制作でテレビでも放送。ラジオ番組としては終了している。
- サンデー・スタイル・カフェ
- サンデーブランチ
- 日曜電リク（開局当時からパーソナリティを替えながら放送されていたリクエスト番組。『サンデー・スタイル・カフェ』の前身）
- 週刊相撲ニュースDT（開局当時、幕内力士だった石川県出身の出島と栃乃洋の情報を中心に大相撲、後述の通り大会の中継を行っていた高校相撲などの情報を伝えた。「DT」は出島・栃乃洋それぞれの四股名のイニシャルから）
- 高等学校相撲金沢大会中継（5月の第3あるいは第4日曜日）
  - 開局時から放送が行われたが、2010年の中継で終了。
- MRO・ラジオかなざわ共同制作番組 金沢マラソン2017〜風になろう（2017年10月21日 13:00 - 14:00[12][13]）
  - 北陸放送との共同制作番組でラジオこまつ・ラジオななおへもネットされradikoでも同時配信された。なお、エフエム石川との共同制作は実施例がない。
- ○○市（○○町） 歴史番組

## パーソナリティ等

### 現在
2023年時点。
パーソナリティ
- 綿谷尚子（元北陸放送アナウンサー）
- 車吉章
- 北村由香
- 中川真衣
- 加藤美杉
- 村口恭子
- 浅野美寿々

コーナー出演者
- 加賀山昭
- 葵かを里
- 乙田修三
- 大場慎介
- 池田聡（電話出演）
- 沢田知可子（電話出演）
- 堀江淳（電話出演）
- 五十嵐浩明（電話出演）
- 中西圭三（電話出演）

### 過去
- 平山貴人
- 前田明日香
- 松岡理恵（元エフエム石川アナウンサー）
- 高野僚子（現フリーアナウンサー、コンサルタント）
- 宮林典子
- 川上陽子
- 久保千浪（元北陸放送アナウンサー）
- 山本あき
- 中乃波木（写真家）
- 牧内直哉（元富山エフエム放送アナウンサー）
- 矢郷良明
- 柴野大造
- ハンディやしき
- タカコ・モモコ

## その他
ラジオかなざわでは日曜日の深夜帯に放送を休止している（0:00 - 5:00）。以前は石川県内のコミュニティ放送局で唯一であったが、えふえむ・エヌ・ワンも2018年から日曜日の深夜帯に放送を休止している。オープニングやクロージングが一切放送されず、定時に突如終了や開始される形態となっている。放送休止時間帯は停波とならず、無音状態となっている（サイマル放送でも同様で、他の北國系3社と異なりフィラー音楽を一切流さない）。また、月曜日から土曜日まで、一部の時間帯において時報を流している。
一方、ステーションブレイクの時間帯においては、自社が推薦する演歌をCM同等として放送する傾向があり、系列局と比較するとスポットCMが放送される割合が低い。